# Santa Emilia
Santa Emilia es una pequeña localidad del Departamento General López, Provincia de Santa Fe, Argentina. Dista 317 km de la ciudad de Santa Fe; se encuentra sobre el km 315 de la Ruta Nacional 8, a 91 km de Pergamino y a 53 km de Venado Tuerto.

## Industrias
Santa Emilia es un pueblo dependiente del agro, por lo cual distintas empresas dedicadas a esta rama de la economía se encuentran en la localidad.
- Datos: Q6120408